# Ar-Raqqah (tỉnh)
Ar-Raqqah (tiếng Ả Rập: مُحافظة الرقة / ALA-LC: Muḥāfaẓat ar-Raqqah) là một trong 14 tỉnh của Syria. Tỉnh nằm ở miền bắc của đất nước, giáp biên giới với tỉnh Şanlıurfa của Thổ Nhĩ Kỳ và có diện tích 19.616 km². Theo điều tra năm 2010, dân số của tỉnh là 921.000 người. Thành phố thủ phủ là Ar-Raqqah.

## Huyện
Tỉnh được chia thành 3 huyện (manatiq):
- Tal Abyad
- Al-Thawrah
- Ar-Raqqah

Các huyện được chia tiếp thành các phó huyện (nawahi).